# Provincia de Murillo
Murillo es una provincia en el departamento boliviano de La Paz, situada al centro de dicho departamento. La provincia cuenta con una población de 1.669.807 habitantes (según el Censo INE 2012), lo que la convierte en la provincia más poblada del país.
Fue creada el 8 de junio de 1838 con el nombre de Cercado, y el 17 de octubre de 1912, durante la presidencia de Eliodoro Villazón, el nombre fue reemplazado por el del mártir paceño Pedro Domingo Murillo, protagonista de la revolución del 16 de julio de 1809.  En ella se encuentra el Área Metropolitana de La Paz, que a su vez alberga los poderes legislativo y ejecutivo del gobierno Boliviano.

## Geografía
La Cordillera Central de los Andes bolivianos atraviesa la provincia. Por lo tanto, esta provincia alberga una infinidad de paisajes distintos, desde valles hasta cumbres nevadas, tales como el Illimani, la montaña más alta del departamento de La Paz y una de las más altas de Bolivia.
Limita al este con las provincias Nor Yungas, Sud Yungas y Caranavi, al oeste con las provincias Ingavi y Los Andes, al norte con la provincia Larecaja y al sur con las provincias Aroma y Loayza.

## Demografía
De acuerdo con el censo boliviano de 2024, la población de la provincia de Murillo es de 1 728 931 habitantes.
La población de la provincia ha aumentado aproximadamente a la mitad en las últimas tres décadas:
| Año  | Habitantes | Fuente |
| ---- | ---------- | ------ |
| 1992 | 1 156 423  | Censo  |
| 2001 | 1 484 328  | Censo  |
| 2012 | 1 663 099  | Censo  |
| 2024 | 1 728 931  | Censo  |

## Subdivisión
Tiene como capital al municipio de La Paz, y está constituida por los siguientes cinco municipios:
- Nuestra Señora de La Paz
- El Alto
- Mecapaca
- Achocalla
- Palca

| Municipio | Habitantes (Censo 2012) |
| --------- | ----------------------- |
| La Paz    | 766.468                 |
| Palca     | 16.622                  |
| Mecapaca  | 15.834                  |
| Achocalla | 22.431                  |
| El Alto   | 848.452                 |

## Lugares de interés
Algunas de la atracciones turísticas de la municipalidad son:
- Wayna Potosí, una montaña a aproximadamente 15 km al noroeste de La Paz.

- Parque nacional y área natural de manejo integrado Cotapata
- La Cumbre a una altitud de 4650 m s. n. m., el lugar más alto entre La Paz y los Yungas.
- K'ili K'ili un mirador panorámico de la ciudad de La Paz.
- Muela del Diablo, un peñón de aproximadamente 15 m de altura que tiene la forma de una muela.
- Valle de la Luna, al sur de la Ciudad de La Paz.
- El  Bioparque Vesty Pakos Sofro, con una área de 22.4 ha, es el más grande de Bolivia y el segundo más grande de Sudamérica, además, el más alto del mundo.
- Illiimani, con 6462 metros de altura.